# 周宗璲
周宗璲，天台人，是一名明朝政治人物。
周宗璲曾于永乐元年(1403年)接替于林任兴化府知府一职，永乐十七年由陈宗辉接任。